# Kettler
KETTLER — немецкий производитель спортинвентаря.
Фирма была основана в 15 января 1949 года. На протяжении более 55 лет вплоть до начала 2005 г. руководителем фирмы являлся Хайнц Кеттлер (Heinz Kettler). Штаб-квартира находится в посёлке Энзе, Северный Рейн-Вестфалия. Заводы компании расположены в Верле (Северный Рейн-Вестфалия), Камене (Северный Рейн-Вестфалия), Вунсторфе (Нижняя Саксония) и других городах. На заводах «Kettler» работает около 2000 человек.
Производство домашних спортивных тренажёров было начато в 1969-1970 годах. Ассортимент товаров для домашнего использования, выпускаемых фирмой «Kettler» необычайно широк: различные виды тренажёров, велосипеды, оборудование для настольного тенниса, детские городки, дачная мебель. В производстве используются как собственные изобретения (запатентованные на европейском рынке), так и лучшие европейские достижения. Большинство спортивных тренажёров производится в Германии; спортивные и теннисные аксессуары, а также грифы и блины для силовых тренажёров производятся в других странах. Девизом фирмы являются слова «Настоящее немецкое качество».
Представительства «Kettler» находятся во всех страны Европы, США, Тайване, Корее, Новой Зеландии и Австралии.